# Крилович Володимир Миколайович
Володимир Миколайович Крилович (біл. Уладзімір Мікалаевіч Крыловіч; *1 листопада 1895, село Криловичі, тепер Дзержинський район Мінської області — †23 жовтня 1937, Мінськ)) — білоруський актор, один з засновників білоруського театру.
З 1915 брав участь в аматорських спектаклях. З 1921 працював у БЛТ-1. Грав ролі у творах білоруської та російської радянської драматургії. Найкращі ролі: Криницький («Павлінка» Янки Купали), Машека, Кастусь Каліновський («Машека», «Кастусь Калиновський» Є. Мировича), Вершинін («Бронепотяг 14-69» Іванова), Чужаков («Міст» Романовича), Берест («Платон Кречат» Корнійчука) та інші. Знімався у кіно, у тому числі і в фільмі «Двічі народжений» режисера Е. Оршанського (1934).
Заслужений артист БРСР (1931).